# Liste des matchs de l'équipe du Kosovo de football par adversaire
Cette liste présente les matchs de l'équipe du Kosovo de football par adversaire rencontré depuis son premier match officiel le 5 mars 2014 contre Haïti.
- Haut – A
- B
- C
- D
- E
- F
- G
- H
- I
- J
- K
- L
- M
- N
- O
- P
- Q
- R
- S
- T
- U
- V
- W
- X
- Y
- Z

## A

### Albanie
|   | Date             | Lieu             | Match            | Score | Compétition  |
| 1 | 13 novembre 2015 | Pristina, Kosovo | Kosovo - Albanie | 2 - 2 | Match amical |
| 2 | 29 mai 2018      | Zurich, Suisse   | Albanie - Kosovo | 0 - 3 | Match amical |
| 3 | 11 novembre 2020 | Elbasan, Albanie | Albanie - Kosovo | 2 - 1 | Match amical |

Bilan
- Total de matchs disputés : 3
- Victoires de l'équipe du Kosovo : 1
- Victoires de l'équipe d'Albanie : 1
- Matchs nuls : 1

### Andorre
|   | Date            | Lieu                        | Match            | Score | Compétition                                |
| 1 | 28 mars 2023    | Pristina, Kosovo            | Kosovo - Andorre | 1 - 1 | Qualifications pour l'Euro 2024 (Groupe I) |
| 2 | 12 octobre 2023 | Andorre-la-Vieille, Andorre | Andorre - Kosovo | 0 - 3 | Qualifications pour l'Euro 2024 (Groupe I) |

Bilan
- Total de matchs disputés : 2
- Victoires de l'équipe du Kosovo : 1
- Victoires de l'équipe d'Andorre : 0
- Matchs nuls : 1

### Angleterre
|   | Date              | Lieu                    | Match               | Score | Compétition                                |
| 1 | 10 septembre 2019 | Southampton, Angleterre | Angleterre - Kosovo | 5 - 3 | Qualifications pour l'Euro 2020 (Groupe A) |
| 2 | 17 novembre 2019  | Pristina, Kosovo        | Kosovo - Angleterre | 0 - 4 | Qualifications pour l'Euro 2020 (Groupe A) |

Bilan
- Total de matchs disputés : 2
- Victoires de l'équipe du Kosovo : 0
- Victoires de l'équipe d'Angleterre : 2
- Matchs nuls : 0

### Arménie
|   | Date             | Lieu             | Match            | Score | Compétition  |
| 1 | 16 novembre 2022 | Pristina, Kosovo | Kosovo - Arménie | 2 - 2 | Match amical |
| 2 | 22 mars 2024     | Erevan, Arménie  | Arménie - Kosovo | 0 - 1 | Match amical |
| 3 | 6 juin 2025      | Pristina, Kosovo | Kosovo - Arménie | 5 - 2 | Match amical |

Bilan
- Total de matchs disputés : 3
- Victoires de l'équipe du Kosovo : 2
- Victoires de l'équipe d'Arménie : 0
- Matchs nuls : 1

### Azerbaïdjan
|   | Date             | Lieu               | Match                | Score | Compétition                           |
| 1 | 7 septembre 2018 | Bakou, Azerbaïdjan | Azerbaïdjan - Kosovo | 0 - 0 | Ligue des nations 2018-2019 (Ligue D) |
| 2 | 20 novembre 2018 | Pristina, Kosovo   | Kosovo - Azerbaïdjan | 4 - 0 | Ligue des nations 2018-2019 (Ligue D) |

Bilan
- Total de matchs disputés : 2
- Victoires de l'équipe du Kosovo : 1
- Victoires de l'équipe d'Azerbaïdjan : 0
- Matchs nuls : 1

## B

### Biélorussie
|   | Date             | Lieu              | Match                | Score | Compétition                                |
| 1 | 19 juin 2023     | Budapest, Hongrie | Biélorussie - Kosovo | 2 - 1 | Qualifications pour l'Euro 2024 (Groupe I) |
| 2 | 21 novembre 2023 | Pristina, Kosovo  | Kosovo - Biélorussie | 0 - 1 | Qualifications pour l'Euro 2024 (Groupe I) |

Bilan
- Total de matchs disputés : 2
- Victoires de l'équipe du Kosovo : 0
- Victoires de l'équipe de Biélorussie : 2
- Matchs nuls : 0

### Bulgarie
|   | Date         | Lieu             | Match             | Score | Compétition                                |
| 1 | 25 mars 2019 | Pristina, Kosovo | Kosovo - Bulgarie | 0 - 0 | Qualifications pour l'Euro 2020 (Groupe A) |
| 2 | 10 juin 2019 | Sofia, Bulgarie  | Bulgarie - Kosovo | 0 - 3 | Qualifications pour l'Euro 2020 (Groupe A) |

Bilan
- Total de matchs disputés : 2
- Victoires de l'équipe du Kosovo : 1
- Victoires de l'équipe de Bulgarie : 0
- Matchs nuls : 1

### Burkina Faso
|   | Date         | Lieu                 | Match                 | Score | Compétition  |
| 1 | 27 mars 2018 | Franconville, France | Burkina Faso - Kosovo | 0 - 2 | Match amical |
| 2 | 24 mars 2022 | Pristina, Kosovo     | Kosovo - Burkina Faso | 5 - 0 | Match amical |

Bilan
- Total de matchs disputés : 2
- Victoires de l'équipe du Kosovo : 2
- Victoires de l'équipe du Burkina Faso : 0
- Matchs nuls : 0

## C

### Chypre
|   | Date              | Lieu             | Match           | Score | Compétition                           |
| 1 | 2 juin 2022       | Nicosie, Chypre  | Chypre - Kosovo | 0 - 2 | Ligue des nations 2022-2023 (Ligue C) |
| 2 | 27 septembre 2022 | Pristina, Kosovo | Kosovo - Chypre | 5 - 1 | Ligue des nations 2022-2023 (Ligue C) |
| 3 | 9 septembre 2024  | Larnaca, Chypre  | Chypre - Kosovo | 0 - 4 | Ligue des nations 2024-2025 (Ligue C) |
| 4 | 15 octobre 2024   | Pristina, Kosovo | Kosovo - Chypre | 3 - 0 | Ligue des nations 2024-2025 (Ligue C) |

Bilan
- Total de matchs disputés : 4
- Victoires de l'équipe du Kosovo : 4
- Victoires de l'équipe de Chypre : 0
- Matchs nuls : 0

### Comores
|   | Date        | Lieu             | Match            | Score | Compétition  |
| 1 | 9 juin 2025 | Pristina, Kosovo | Kosovo - Comores | 4 - 2 | Match amical |

Bilan
- Total de matchs disputés : 1
- Victoires de l'équipe du Kosovo : 1
- Victoires de l'équipe des Comores : 0
- Matchs nuls : 0

### Croatie
|   | Date             | Lieu             | Match            | Score | Compétition                                           |
| 1 | 6 octobre 2016   | Shkodër, Albanie | Kosovo - Croatie | 0 - 6 | Qualifications pour la Coupe du monde 2018 (Groupe I) |
| 2 | 3 septembre 2017 | Zagreb, Croatie  | Croatie - Kosovo | 1 - 0 | Qualifications pour la Coupe du monde 2018 (Groupe I) |

Bilan
- Total de matchs disputés : 2
- Victoires de l'équipe du Kosovo : 0
- Victoires de l'équipe de Croatie : 2
- Matchs nuls : 0

## D

### Danemark
|   | Date         | Lieu             | Match             | Score | Compétition  |
| 1 | 21 mars 2019 | Pristina, Kosovo | Kosovo - Danemark | 2 - 2 | Match amical |

Bilan
- Total de matchs disputés : 1
- Victoires de l'équipe du Kosovo : 0
- Victoires de l'équipe du Danemark : 0
- Matchs nuls : 1

## E

### Espagne
|   | Date             | Lieu             | Match            | Score | Compétition                                           |
| 1 | 31 mars 2021     | Madrid, Espagne  | Espagne - Kosovo | 3 - 1 | Qualifications pour la Coupe du monde 2022 (Groupe B) |
| 2 | 8 septembre 2021 | Pristina, Kosovo | Kosovo - Espagne | 0 - 2 | Qualifications pour la Coupe du monde 2022 (Groupe B) |

Bilan
- Total de matchs disputés : 2
- Victoires de l'équipe du Kosovo : 0
- Victoires de l'équipe d'Espagne : 2
- Matchs nuls : 0

## F

### Finlande
|   | Date             | Lieu             | Match             | Score | Compétition                                           |
| 1 | 5 septembre 2016 | Turku, Finlande  | Finlande - Kosovo | 1 - 1 | Qualifications pour la Coupe du monde 2018 (Groupe I) |
| 2 | 5 septembre 2017 | Shkodër, Albanie | Kosovo - Finlande | 0 - 1 | Qualifications pour la Coupe du monde 2018 (Groupe I) |

Bilan
- Total de matchs disputés : 2
- Victoires de l'équipe du Kosovo : 0
- Victoires de l'équipe de Finlande : 1
- Matchs nuls : 1

## G

### Gambie
|   | Date         | Lieu             | Match           | Score | Compétition  |
| 1 | 11 juin 2021 | Antalya, Turquie | Kosovo - Gambie | 1 - 0 | Match amical |

Bilan
- Total de matchs disputés : 1
- Victoires de l'équipe du Kosovo : 1
- Victoires de l'équipe de Gambie : 0
- Matchs nuls : 0

### Géorgie
|   | Date             | Lieu             | Match            | Score | Compétition                                           |
| 1 | 2 septembre 2021 | Batoumi, Géorgie | Géorgie - Kosovo | 0 - 1 | Qualifications pour la Coupe du monde 2022 (Groupe B) |
| 2 | 12 octobre 2021  | Pristina, Kosovo | Kosovo - Géorgie | 1 - 2 | Qualifications pour la Coupe du monde 2022 (Groupe B) |

Bilan
- Total de matchs disputés : 2
- Victoires de l'équipe du Kosovo : 1
- Victoires de l'équipe de Géorgie : 1
- Matchs nuls : 0

### Gibraltar
|   | Date            | Lieu             | Match              | Score | Compétition  |
| 1 | 10 octobre 2019 | Pristina, Kosovo | Kosovo - Gibraltar | 1 - 0 | Match amical |

Bilan
- Total de matchs disputés : 1
- Victoires de l'équipe du Kosovo : 1
- Victoires de l'équipe de Gibraltar : 0
- Matchs nuls : 0

### Grèce
|   | Date             | Lieu             | Match          | Score | Compétition                                           |
| 1 | 6 septembre 2020 | Pristina, Kosovo | Kosovo - Grèce | 1 - 2 | Ligue des nations 2020-2021 (Ligue C)                 |
| 2 | 14 octobre 2020  | Athènes, Grèce   | Grèce - Kosovo | 0 - 0 | Ligue des nations 2020-2021 (Ligue C)                 |
| 3 | 5 septembre 2021 | Pristina, Kosovo | Kosovo - Grèce | 1 - 1 | Qualifications pour la Coupe du monde 2022 (Groupe B) |
| 4 | 14 novembre 2021 | Athènes, Grèce   | Grèce - Kosovo | 1 - 1 | Qualifications pour la Coupe du monde 2022 (Groupe B) |
| 5 | 5 juin 2022      | Pristina, Kosovo | Kosovo - Grèce | 0 - 1 | Ligue des nations 2022-2023 (Ligue C)                 |
| 6 | 12 juin 2022     | Vólos, Grèce     | Grèce - Kosovo | 2 - 0 | Ligue des nations 2022-2023 (Ligue C)                 |

Bilan
- Total de matchs disputés : 6
- Victoires de l'équipe du Kosovo : 0
- Victoires de l'équipe de Grèce : 3
- Matchs nuls : 3

### Guinée
|   | Date        | Lieu             | Match           | Score | Compétition  |
| 1 | 8 juin 2021 | Antalya, Turquie | Kosovo - Guinée | 1 - 2 | Match amical |

Bilan
- Total de matchs disputés : 1
- Victoires de l'équipe du Kosovo : 0
- Victoires de l'équipe de Guinée : 1
- Matchs nuls : 0

### Guinée équatoriale
|   | Date            | Lieu             | Match                       | Score | Compétition  |
| 1 | 10 octobre 2015 | Pristina, Kosovo | Kosovo - Guinée équatoriale | 2 - 0 | Match amical |

Bilan
- Total de matchs disputés : 1
- Victoires de l'équipe du Kosovo : 1
- Victoires de l'équipe de Guinée équatoriale : 0
- Matchs nuls : 0

## H

### Haïti
|   | Date        | Lieu                       | Match          | Score | Compétition  |
| 1 | 5 mars 2014 | Kosovska Mitrovica, Kosovo | Kosovo - Haïti | 0 - 0 | Match amical |

Bilan
- Total de matchs disputés : 1
- Victoires de l'équipe du Kosovo : 0
- Victoires de l'équipe d'Haïti : 0
- Matchs nuls : 1

### Hongrie
|   | Date         | Lieu              | Match            | Score | Compétition  |
| 1 | 26 mars 2024 | Budapest, Hongrie | Hongrie - Kosovo | 2 - 0 | Match amical |

Bilan
- Total de matchs disputés : 1
- Victoires de l'équipe du Kosovo : 0
- Victoires de l'équipe du Hongrie : 1
- Matchs nuls : 0

## I

### Îles Féroé
|   | Date              | Lieu                             | Match               | Score | Compétition                           |
| 1 | 3 juin 2016       | Francfort-sur-le-Main, Allemagne | Kosovo - Îles Féroé | 2 - 0 | Match amical                          |
| 2 | 10 septembre 2018 | Pristina, Kosovo                 | Kosovo - Îles Féroé | 2 - 0 | Ligue des nations 2018-2019 (Ligue D) |
| 3 | 14 octobre 2018   | Tórshavn, Îles Féroé             | Îles Féroé - Kosovo | 1 - 1 | Ligue des nations 2018-2019 (Ligue D) |
| 4 | 19 novembre 2022  | Pristina, Kosovo                 | Kosovo - Îles Féroé | 1 - 1 | Match amical                          |

Bilan
- Total de matchs disputés : 4
- Victoires de l'équipe du Kosovo : 2
- Victoires de l'équipe des Îles Féroé : 0
- Matchs nuls : 2

### Irlande du Nord
|   | Date              | Lieu                     | Match                    | Score | Compétition                           |
| 1 | 9 juin 2022       | Pristina, Kosovo         | Kosovo - Irlande du Nord | 3 - 2 | Ligue des nations 2022-2023 (Ligue C) |
| 2 | 24 septembre 2022 | Belfast, Irlande du Nord | Irlande du Nord - Kosovo | 2 - 1 | Ligue des nations 2022-2023 (Ligue C) |

Bilan
- Total de matchs disputés : 2
- Victoires de l'équipe du Kosovo : 1
- Victoires de l'équipe d'Irlande du Nord : 1
- Matchs nuls : 0

### Islande
|   | Date           | Lieu               | Match            | Score | Compétition                                                   |
| 1 | 24 mars 2017   | Shkodër, Albanie   | Kosovo - Islande | 1 - 2 | Qualifications pour la Coupe du monde 2018 (Groupe I)         |
| 2 | 9 octobre 2017 | Reykjavik, Islande | Islande - Kosovo | 2 - 0 | Qualifications pour la Coupe du monde 2018 (Groupe I)         |
| 3 | 20 mars 2025   | Pristina, Kosovo   | Kosovo - Islande | 2 - 1 | Ligue des nations 2024-2025 (Barrage de promotion-relégation) |
| 4 | 23 mars 2025   | Reykjavik, Islande | Islande - Kosovo | 1 - 3 | Ligue des nations 2024-2025 (Barrage de promotion-relégation) |

Bilan
- Total de matchs disputés : 4
- Victoires de l'équipe du Kosovo : 2
- Victoires de l'équipe d'Islande : 2
- Matchs nuls : 0

### Israël
|   | Date             | Lieu             | Match           | Score | Compétition                                |
| 1 | 25 mars 2023     | Tel Aviv, Israël | Israël - Kosovo | 1 - 1 | Qualifications pour l'Euro 2024 (Groupe I) |
| 2 | 12 novembre 2023 | Pristina, Kosovo | Kosovo - Israël | 1 - 0 | Qualifications pour l'Euro 2024 (Groupe I) |

Bilan
- Total de matchs disputés : 2
- Victoires de l'équipe du Kosovo : 1
- Victoires de l'équipe d'Israël : 0
- Matchs nuls : 1

## J

### Jordanie
|   | Date             | Lieu             | Match             | Score | Compétition  |
| 1 | 10 novembre 2021 | Pristina, Kosovo | Kosovo - Jordanie | 0 - 2 | Match amical |

Bilan
- Total de matchs disputés : 1
- Victoires de l'équipe du Kosovo : 0
- Victoires de l'équipe de Jordanie : 1
- Matchs nuls : 0

## L

### Lettonie
|   | Date             | Lieu                       | Match             | Score | Compétition  |
| 1 | 13 novembre 2017 | Kosovska Mitrovica, Kosovo | Kosovo - Lettonie | 4 - 3 | Match amical |

Bilan
- Total de matchs disputés : 1
- Victoires de l'équipe du Kosovo : 1
- Victoires de l'équipe de Lettonie : 0
- Matchs nuls : 0

### Lituanie
|   | Date             | Lieu             | Match             | Score | Compétition                           |
| 1 | 24 mars 2021     | Pristina, Kosovo | Kosovo - Lituanie | 4 - 0 | Match amical                          |
| 2 | 12 octobre 2024  | Kaunas, Lituanie | Lituanie - Kosovo | 1 - 2 | Ligue des nations 2024-2025 (Ligue C) |
| 3 | 18 novembre 2024 | Pristina, Kosovo | Kosovo - Lituanie | 1 - 0 | Ligue des nations 2024-2025 (Ligue C) |

Bilan
- Total de matchs disputés : 3
- Victoires de l'équipe du Kosovo : 3
- Victoires de l'équipe de Lituanie : 0
- Matchs nuls : 0

## M

### Macédoine du Nord
|   | Date           | Lieu                      | Match                      | Score | Compétition                                        |
| 1 | 8 octobre 2020 | Skopje, Macédoine du Nord | Macédoine du Nord - Kosovo | 2 - 1 | Qualifications pour l'Euro 2020 (Match de barrage) |

Bilan
- Total de matchs disputés : 1
- Victoires de l'équipe du Kosovo : 0
- Victoires de l'équipe de Macédoine du Nord : 1
- Matchs nuls : 0

### Madagascar
|   | Date         | Lieu                 | Match               | Score | Compétition  |
| 1 | 24 mars 2018 | Franconville, France | Madagascar - Kosovo | 0 - 1 | Match amical |

Bilan
- Total de matchs disputés : 1
- Victoires de l'équipe du Kosovo : 1
- Victoires de l'équipe de Madagascar : 0
- Matchs nuls : 0

### Malte
|   | Date             | Lieu                  | Match          | Score | Compétition                           |
| 1 | 11 octobre 2018  | Pristina, Kosovo      | Kosovo - Malte | 3 - 1 | Ligue des nations 2018-2019 (Ligue D) |
| 2 | 17 novembre 2018 | Ta' Qali, Malte       | Malte - Kosovo | 0 - 5 | Ligue des nations 2018-2019 (Ligue D) |
| 3 | 4 juin 2021      | Klagenfurth, Autriche | Malte - Kosovo | 1 - 2 | Match amical                          |

Bilan
- Total de matchs disputés : 3
- Victoires de l'équipe du Kosovo : 3
- Victoires de l'équipe de Malte : 0
- Matchs nuls : 0

### Moldavie
|   | Date             | Lieu             | Match             | Score | Compétition                           |
| 1 | 3 septembre 2020 | Parme, Italie    | Moldavie - Kosovo | 1 - 1 | Ligue des nations 2020-2021 (Ligue C) |
| 2 | 18 novembre 2020 | Pristina, Kosovo | Kosovo - Moldavie | 1 - 0 | Ligue des nations 2020-2021 (Ligue C) |

Bilan
- Total de matchs disputés : 2
- Victoires de l'équipe du Kosovo : 1
- Victoires de l'équipe de Moldavie : 0
- Matchs nuls : 1

### Monténégro
|   | Date            | Lieu                  | Match               | Score | Compétition                                |
| 1 | 7 juin 2019     | Podgorica, Monténégro | Monténégro - Kosovo | 1 - 1 | Qualifications pour l'Euro 2020 (Groupe A) |
| 2 | 14 octobre 2019 | Pristina, Kosovo      | Kosovo - Monténégro | 2 - 0 | Qualifications pour l'Euro 2020 (Groupe A) |

Bilan
- Total de matchs disputés : 2
- Victoires de l'équipe du Kosovo : 1
- Victoires de l'équipe du Monténégro : 0
- Matchs nuls : 1

### Norvège
|   | Date        | Lieu          | Match            | Score | Compétition  |
| 1 | 5 juin 2024 | Oslo, Norvège | Norvège - Kosovo | 3 - 0 | Match amical |

Bilan
- Total de matchs disputés : 1
- Victoires de l'équipe du Kosovo : 0
- Victoires de l'équipe du Norvège : 1
- Matchs nuls : 0

## O

### Oman
|   | Date             | Lieu             | Match         | Score | Compétition  |
| 1 | 7 septembre 2014 | Pristina, Kosovo | Kosovo - Oman | 1 - 0 | Match amical |

Bilan
- Total de matchs disputés : 1
- Victoires de l'équipe du Kosovo : 1
- Victoires de l'équipe d'Oman : 0
- Matchs nuls : 0

## R

### Roumanie
|   | Date              | Lieu               | Match             | Score | Compétition                                |
| 1 | 16 juin 2023      | Pristina, Kosovo   | Kosovo - Roumanie | 0 - 0 | Qualifications pour l'Euro 2024 (Groupe I) |
| 2 | 12 septembre 2023 | Bucarest, Roumanie | Roumanie - Kosovo | 2 - 0 | Qualifications pour l'Euro 2024 (Groupe I) |
| 3 | 6 septembre 2024  | Pristina, Kosovo   | Kosovo - Roumanie | 0 - 3 | Ligue des nations 2024-2025 (Ligue C)      |
| 4 | 15 novembre 2024  | Bucarest, Roumanie | Roumanie - Kosovo | 3 - 0 | Ligue des nations 2024-2025 (Ligue C)      |

Le 15 novembre 2024, alors que le score est de 0 - 0, le match Roumanie - Kosovo a été arrêté lors du temps additionnel de la deuxième mi-temps à la suite des chants racistes des roumains à l'encontre du Kosovo qui a décidé de quitter le terrain. Le 20 novembre 2024, l'UEFA a décidé d'attribué le score de 3 - 0 sur tapis vert en faveur de la Roumanie, néanmoins la Roumanie est sanctionnée de 128 000 € d'amende et d'un match à domicile à huis clos. Le Kosovo est quant à lui condamné à 6 000 € d'amende après avoir refusé de terminer le match.
Bilan
- Total de matchs disputés : 4
- Victoires de l'équipe du Kosovo : 0
- Victoires de l'équipe de Roumanie : 3
- Matchs nuls : 1

## S

### Saint-Marin
|   | Date          | Lieu             | Match                | Score | Compétition  |
| 1 | 1er juin 2021 | Pristina, Kosovo | Kosovo - Saint-Marin | 4 - 1 | Match amical |

Bilan
- Total de matchs disputés : 1
- Victoires de l'équipe du Kosovo : 1
- Victoires de l'équipe de Saint-Marin : 0
- Matchs nuls : 0

### Sénégal
|   | Date        | Lieu           | Match            | Score | Compétition  |
| 1 | 25 mai 2014 | Genève, Suisse | Kosovo - Sénégal | 1 - 3 | Match amical |

Bilan
- Total de matchs disputés : 1
- Victoires de l'équipe du Kosovo : 0
- Victoires de l'équipe du Sénégal : 1
- Matchs nuls : 0

### Slovénie
|   | Date             | Lieu                | Match             | Score | Compétition                                           |
| 1 | 11 octobre 2020  | Pristina, Kosovo    | Kosovo - Slovénie | 0 - 1 | Ligue des nations 2020-2021 (Ligue C)                 |
| 2 | 15 novembre 2020 | Ljubljana, Slovénie | Slovénie - Kosovo | 2 - 1 | Ligue des nations 2020-2021 (Ligue C)                 |
| 3 | 10 octobre 2025  | Pristina, Kosovo    | Kosovo - Slovénie | -     | Qualifications pour la Coupe du monde 2026 (Groupe B) |
| 4 | 15 novembre 2025 | Ljubljana, Slovénie | Slovénie - Kosovo | -     | Qualifications pour la Coupe du monde 2026 (Groupe B) |

Bilan
- Total de matchs disputés : 2
- Victoires de l'équipe du Kosovo : 0
- Victoires de l'équipe de Slovénie : 2
- Matchs nuls : 0

### Suède
|   | Date             | Lieu             | Match          | Score | Compétition                                           |
| 1 | 12 janvier 2020  | Doha, Qatar      | Kosovo - Suède | 0 - 1 | Match amical                                          |
| 2 | 28 mars 2021     | Pristina, Kosovo | Kosovo - Suède | 0 - 3 | Qualifications pour la Coupe du monde 2022 (Groupe B) |
| 3 | 9 octobre 2021   | Solna, Suède     | Suède - Kosovo | 3 - 0 | Qualifications pour la Coupe du monde 2022 (Groupe B) |
| 4 | 8 septembre 2025 | Pristina, Kosovo | Kosovo - Suède | -     | Qualifications pour la Coupe du monde 2026 (Groupe B) |
| 5 | 13 octobre 2025  | Suède            | Suède - Kosovo | -     | Qualifications pour la Coupe du monde 2026 (Groupe B) |

Bilan
- Total de matchs disputés : 3
- Victoires de l'équipe du Kosovo : 0
- Victoires de l'équipe de Suède : 3
- Matchs nuls : 0

### Suisse
|   | Date             | Lieu             | Match           | Score | Compétition                                           |
| 1 | 29 mars 2022     | Zurich, Suisse   | Suisse - Kosovo | 1 - 1 | Match amical                                          |
| 2 | 9 septembre 2023 | Pristina, Kosovo | Kosovo - Suisse | 2 - 2 | Qualifications pour l'Euro 2024 (Groupe I)            |
| 3 | 18 novembre 2023 | Bâle, Suisse     | Suisse - Kosovo | 1 - 1 | Qualifications pour l'Euro 2024 (Groupe I)            |
| 4 | 5 septembre 2025 | Suisse           | Suisse - Kosovo | -     | Qualifications pour la Coupe du monde 2026 (Groupe B) |
| 5 | 18 novembre 2025 | Pristina, Kosovo | Kosovo - Suisse | -     | Qualifications pour la Coupe du monde 2026 (Groupe B) |

Bilan
- Total de matchs disputés : 3
- Victoires de l'équipe du Kosovo : 0
- Victoires de l'équipe de Suisse : 0
- Matchs nuls : 3

## T

### Tchéquie
|   | Date             | Lieu             | Match             | Score | Compétition                                |
| 1 | 7 septembre 2019 | Pristina, Kosovo | Kosovo - Tchéquie | 2 - 1 | Qualifications pour l'Euro 2020 (Groupe A) |
| 2 | 14 novembre 2019 | Pilsen, Tchéquie | Tchéquie - Kosovo | 2 - 1 | Qualifications pour l'Euro 2020 (Groupe A) |

Bilan
- Total de matchs disputés : 2
- Victoires de l'équipe du Kosovo : 1
- Victoires de l'équipe de Tchéquie : 1
- Matchs nuls : 0

### Turquie
|   | Date             | Lieu                       | Match            | Score | Compétition                                           |
| 1 | 21 mai 2014      | Kosovska Mitrovica, Kosovo | Kosovo - Turquie | 1 - 6 | Match amical                                          |
| 2 | 12 novembre 2016 | Antalya, Turquie           | Turquie - Kosovo | 2 - 0 | Qualifications pour la Coupe du monde 2018 (Groupe I) |
| 3 | 11 juin 2017     | Shkodër, Albanie           | Kosovo - Turquie | 1 - 4 | Qualifications pour la Coupe du monde 2018 (Groupe I) |

Bilan
- Total de matchs disputés : 3
- Victoires de l'équipe du Kosovo : 0
- Victoires de l'équipe de Turquie : 3
- Matchs nuls : 0

## U

### Ukraine
|   | Date           | Lieu              | Match            | Score | Compétition                                           |
| 1 | 9 octobre 2016 | Cracovie, Pologne | Ukraine - Kosovo | 3 - 0 | Qualifications pour la Coupe du monde 2018 (Groupe I) |
| 2 | 6 octobre 2017 | Shkodër, Albanie  | Kosovo - Ukraine | 0 - 2 | Qualifications pour la Coupe du monde 2018 (Groupe I) |

Bilan
- Total de matchs disputés : 2
- Victoires de l'équipe du Kosovo : 0
- Victoires de l'équipe d'Ukraine : 2
- Matchs nuls : 0